# Stammesherzogtum Sachsen

Das Herzogtum Sachsen (rot) innerhalb des Reiches (um 1000)

Das Stammesherzogtum Sachsen, auch Altsachsen genannt, war ein mittelalterliches Herzogtum zwischen Niederrhein, Eider und Unterelbe. Es entstand auf dem Siedlungsgebiet der Sachsen. Das Gebiet wurde zwischen 772 und 804 etappenweise durch Karl den Großen erobert und in das Fränkische Reich eingegliedert. Den Hauptteil dieses Siedlungsgebietes nimmt heute das Bundesland Niedersachsen ein. Das Gebiet des heutigen Bundeslandes Sachsen liegt außerhalb des ehemaligen Stammesherzogtums Sachsen. 

## Ausdehnung und Aufteilung
Das Kerngebiet des Herzogtums umfasste links von Elbe und Saale das bestehende Niedersachsen (ohne Ostfriesland), Bremen, die Landesteile Westfalen (ohne Siegerland und Wittgensteiner Land) und Lippe des heutigen Landes Nordrhein-Westfalen und den westlichen Teil Sachsen-Anhalts. Es teilte sich (von Westen nach Osten) in Westfalen (Westfalia), Engern (Angaria) und Ostfalen (Ostfalia). Rechts der Elbe umfasste es im Norden Nordalbingien (Dithmarschen, Holstein und Stormarn), im Nordosten kamen unter Heinrich dem Löwen kurzzeitig Teile des heutigen Mecklenburg hinzu. Als westliche  Grenze des Stammesgebietes galt der Deilbach: zunächst als Grenze zwischen Sachsen und Franken, später dann zwischen der preußischen Grafschaft Mark und dem Herzogtum Berg, und zuletzt zwischen dem Rheinland und Westfalen.
Nach dem Sturz Heinrichs des Löwen kam der östliche Landesteil – zusammen mit dem Titel „dux Saxoniae“ – am 13. April 1180 mit der Gelnhäuser Urkunde an Bernhard von Sachsen, den jüngsten Sohn Albrechts des Bären aus dem Geschlecht der Askanier. Auf dem Reichstag von Erfurt im November 1181 erhielt Bernhard neben dem Territorium auch den offiziellen Titel Herzog von Sachsen.
Nach Erbteilungen entstanden 1296 die Herzogtümer Sachsen-Lauenburg und Sachsen-Wittenberg. 1356 wurden die Wittenberger Askanier durch die Goldenen Bulle Karls IV. mit der Kurwürde beliehen und damit zu Kurfürsten von Sachsen. Nach dem Aussterben der Askanier im Mannesstamme 1422 gingen Herzogtum und Kurwürde 1423 an die meißnischen Wettiner und deren elbaufwärts gelegene Herrschaftsgebiete (Obersachsen) über.

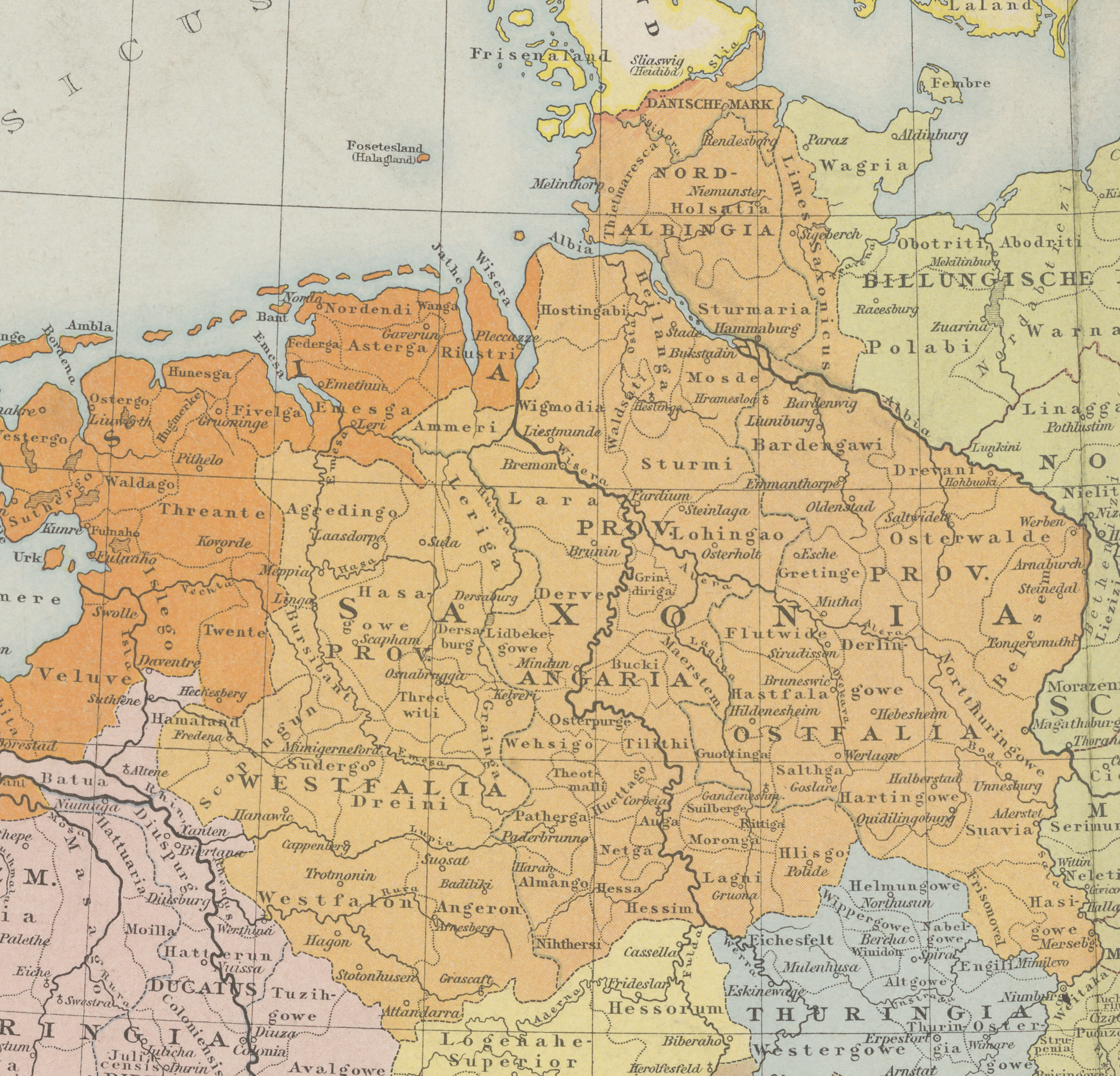
Das Stammesherzogtum Sachsen um das Jahr 1000

## Geschichte
In der jüngeren Forschung setzt sich zunehmend die Auffassung durch, das Stammesherzogtum Sachsen stelle anstatt eines einheitlichen stammesbezogenen Herrschaftsbereiches lediglich eine „unklare territoriale Begrifflichkeit“ dar, konstruiert auf der Grundlage weltlicher Ordnungsvorstellungen des 19. Jahrhunderts. Diese Auffassung beruht auf der Annahme, dass es wohl niemals einen Herzog von Sachsen, sondern nur Herzöge in Sachsen gegeben hat.

### Überlieferungen
Nach einer Mitte des 10. Jahrhunderts von Widukind von Corvey niedergeschriebenen Herkunftssage der Sachsen waren diese, von den Franken als Verbündete gegen die Thüringer angeworben, aus Britannien gekommen und zuerst in Hadeln in der nördlichen Spitze des Elbe-Weser-Dreiecks gelandet. Von dort aus habe sich das sächsische Volk nach Süden bis nach Westfalen ausgebreitet. Vermutlich vermischten sich hier Traditionen und bezogen eine mögliche Rückwanderung der vermutlich seit dem 5. Jahrhundert in Britannien siedelnden Sachsen ein. Gestützt auf Ergebnisse der Ortsnamenforschung wird neuerdings in Zweifel gezogen, dass der sächsische Stamm sich von Hadeln aus südlich verbreitete. Allerdings liegen konkrete Untersuchungen der Ortsnamenforschung für das Elbe-Weser-Dreieck, nach der Sage die Wiege des Stammes, nicht vor.
Nach anderer Überlieferung, die insbesondere auch durch Urnenbefunde gestützt wird, eroberten im 5. Jahrhundert Sachsen, auch aus dem Elbe-Weser-Dreieck, unter der Führung des sagenhaften Brüderpaares Hengest und Horsa, Britannien, das die Römer infolge des Zerfalls ihres Imperiums nicht länger halten konnten. Dies sind die ersten Sachsenführer, deren Namen überliefert sind. Bemerkenswert ist, dass es im Elbe-Weser-Dreieck in der Nähe von Stade den Ort Harsefeld gibt, der im Mittelalter auch „Rosenfeld“ genannt wurde. Damit sind nicht „Rosen“ gemeint, sondern „Rosse“, so dass der Ort die gleiche Namensbedeutung hat wie Horsa (englisch „horse“: „Pferd“). In Harsefeld, das ab etwa 1000 als Stift und Kloster Grablege der Udonen war, bestand nach der Klosterchronik zuvor ein heidnisches Heiligtum, vermutlich ein Pferdehain, aus dessen Holz die erste Kirche gebaut wurde.

### Vorchristliche Zeit
Es ist fraglich, ob es vor der Eroberung und Christianisierung durch Karl den Großen in Sachsen schon ein Stammesherzogtum mit einer Person oder gar einer Familie gab, in deren Händen dauerhaft die Führung des ganzen Sachsenstammes lag. Nach Widukind von Corvey war ein Herzog („herizogo“) zunächst das, was der Name im Althochdeutschen aussagt: „Derjenige, der in Kriegszeiten vor dem Heer zieht“ (dux belli).
Im Jahr 743 führte der fränkische Hausmeier Karlmann aus dem Geschlecht der Karolinger ein Heer nach Sachsen, eroberte die Hoohseoburg und machte den Sachsen Theoderich tributpflichtig. Im darauffolgenden Jahr unterwarfen Karlmann und sein Bruder Pippin der Jüngere den „Theodericus Saxo“ erneut. Ihr Bruder Grifo, mit dem sie um die Herrschaft im Frankenreich kämpften, floh 747 mit seinem Gefolge zu den Sachsen und sammelte ein sächsisches Heer. In diesem Zusammenhang kam es zu den ersten schriftlichen Erwähnungen von Orts- und Flussbezeichnungen beispielsweise „Orheim“ (heute Ohrum) und „Scahaningi“ (heute Schöningen) nebst den dortigen Flüssen „Obacra“ (heute Oker) und „Missaha“ (heute Missaue). Von dort aus eroberte Grifo 748 vorübergehend das Herzogtum Bayern.
Nachdem Pippin 750 den letzten Merowingerkönig Childerich III. in ein Kloster gezwungen und sich selbst zum König hatte wählen lassen, führte er 753 erneut ein Heer nach Sachsen, wobei weder der Anlass noch der sächsische Heerführer bekannt sind. 758 machte König Pippin das Sachsenvolk (vermutlich nur Teilstämme in Westfalen) tributpflichtig. Seine Söhne Karl der Große und Karlmann I. teilten das Reich des Vaters unter sich.

### Eroberung Sachsens
Nach dem Tod seines Bruders Karlmann im Jahre 771 begann Karl der Große 772 mit der Eroberung von Sachsen. Der Ablauf wiederholte sich jahrzehntelang: War Karl der Große siegreich, so unterwarfen sich die Sachsen, versprachen Frieden und Tribut und stellten dafür Geiseln. Vermutlich andere Sippen, die an den Abmachungen nicht beteiligt waren, machten im nächsten Jahr Raubzüge in fränkische Gebiete und stachelten die Auseinandersetzungen wieder an. Teilweise opferte man auch bewusst die Geiseln.
Widukind von Corvey berichtet, dass der sächsische Stamm in drei große Teilstämme aufgeteilt war, nämlich die Ostsachsen und Ostfalen, die Engern und die Westfalen. Diese Dreiteilung wird dadurch bestätigt, dass nach den Reichsannalen die Teilstämme unter ihrem jeweiligen Heerführer separate Vereinbarungen trafen. 775 unterwarfen sich an der Oker zunächst die Ostsachsen unter der Führung von Hassio und stellten Geiseln. In demselben Jahr stellten im Raum Bückeburg die Engern mit ihrem Anführer Bruno nach einer Niederlage gegen Karl den Großen Geiseln. Ein anderes fränkisches Heer war zu der Zeit bei Lübbecke an der Weser von den Westfalen, vermutlich unter der Führung Widukinds, angegriffen worden. Als Karl der Große mit dem Hauptheer angriff, zwang er auch die Westfalen, sich zu unterwerfen und Geiseln zu stellen.
Schon im nächsten Jahr opferten die Sachsen ihre Geiseln und schleiften die Eresburg, in der Karl der Große eine fränkische Besatzung gelassen hatte. Auch hier war der Vergeltungsschlag Karls des Großen noch 776 erfolgreich. Er zwang die besiegten Westfalen an der Quelle der Lippe zur Taufe. 777 setzte Karl der Große erstmals einen Reichstag in Sachsen an, nämlich in Paderborn, zu dem er auch die tributpflichtigen Sachsen vorlud. Widukind erschien nicht, sondern war mit seinem Gefolge zu den Nordmannen geflohen. Es ist nicht ganz sicher, ob damit die drei sächsischen Gaue in Nordalbingien oder das angrenzende Dänemark gemeint war. Vielleicht war Widukinds Mutter oder Frau eine dänische Prinzessin. 778 bewog Widukind die Sachsen erneut zum Aufstand, der sie bis vor die Tore Kölns führte, aber letztlich wieder scheiterte. 779 überrollte Karl der Große die Westfalen und nahm von den Engern wieder Geiseln. 780 führte er sein Heer von Westfalen aus bis zur Elbe und zwang die Bewohner des Bardengaus sowie auch Sachsen nördlich der Elbe zur Taufe. 782 hatte Karl der Große einen Einfall der Slawen in sächsische und thüringische Gebiete gemeldet bekommen. Er schickte seinen Kämmerer, seinen Marschall und einen Pfalzgrafen, ein ostfränkisch-sächsisches Heer gegen die Slawen auszuheben. Als seine Legaten erfuhren, dass Widukind die Sachsen erneut zum Aufstand geführt hatte, führten sie ihre ostfränkischen Truppen gegen ihn und erlitten eine vernichtende Niederlage, die zwei der Legaten und vier Grafen unter ihrem Kommando das Leben kostete. Karl der Große rächte ihren Tod in demselben Jahr mit dem Blutbad bei Verden an der Aller, bei dem 4500 aufständische Sachsen gerichtet worden sein sollen. Widukind floh wieder zu den Nordmannen. 783 gewann Karl der Große Auseinandersetzungen in Detmold, Paderborn und an der Hase. Er überquerte die Weser und rückte erneut bis zur Elbe vor. 784 bekämpfte Karl der Große die Ostfalen und sein gleichnamiger Sohn die Westfalen. Selbst ein zusätzlicher Winterfeldzug wurde in diesem Jahr nötig. 785 war der Widerstand der Sachsen soweit gebrochen, dass Karl der Große wieder eine Reichsversammlung in Paderborn abhalten und ohne Auseinandersetzungen bis zum Bardengau vorrücken konnte. Dort begann er Verhandlungen mit Widukind und dessen Schwager Abbi, die sich unterwarfen und taufen ließen. Beide scheinen Grafschaften zugesagt und erhalten zu haben.
Spätestens mit der Taufe Widukinds gehörten die Sachsen jetzt zum fränkischen Reich und Aufgebot. Direkte Nachrichten über die Führer der sächsischen Abteilungen gibt es nicht. Karl der Große betrieb aber eine rege Heiratspolitik. Als Amtsgrafen in den sächsischen Gauen setzte er sächsische Adlige ein, die fränkische Frauen erhalten hatten – vermutlich zumindest teilweise ehemalige Geiseln. Den Oberbefehl erhielten Franken, deren Frauen aus vornehmen Sippen der Sachsen stammten. Sächsische Kontingente sind 787, 788, 789 und 791 bezeugt. 793 rieben Sachsen in Rüstringen (linkes Ufer der Unterweser) eine Abteilung unter dem Kommando eines Königsverwandten Graf Theoderich auf. 794 führten Karl der Große und sein Sohn Karl wieder zwei Heere im Zangengriff gegen die Sachsen, die sich daraufhin ergaben. 795 töteten die Sachsen an der Elbe bei Bardowieck den abodritischen König Witzan, der ein enger Verbündeter Karls des Großen war, was der Frankenkönig erfolgreich rächte. 796 brach er einen Feldzug nach Sachsen ergebnislos ab, um im nächsten Jahr das Elbe-Weser-Dreieck zu erobern. 798 begannen die Nordalbingier den Aufstand, die Karl der Große durch den abodritischen Heerführer Drasco und den fränkischen Legaten Eburis in der Schlacht auf dem Sventanafeld niederschlagen ließ. Im nächsten Jahr hielt Karl der Große Hof in Paderborn und schickte seinen Sohn Karl mit der Hälfte des Heers weiter, die Verhältnisse im Bardengau weiter zu stabilisieren. 802 schickte er ein sächsisches Heer gegen die weiterhin aufständischen Nordalbingier. Im Sommer 804 beendete er die Sachsenkriege endgültig, indem er im Elbe-Weser-Dreieck und nördlich der Elbe die Aufständischen besiegte und die Überlebenden mit Frau und Kind in das Frankenreich deportieren ließ. Nordalbingien überließ er den mit ihm verbündeten Abodriten, da ihm ein weiteres Vorrücken über die Elbe hinaus zu gefährlich erschien. Der Dänenkönig Göttrik hatte sein Aufgebot und seine Flotte bei Schleswig zusammengezogen.

## Karolingische Amtsträger
Nach den Sachsenkriegen – sicherlich auch schon während deren – gab es in Sachsen zunächst fränkische Grafen, die vom König oder Kaiser situationsbedingt mit besonderen Befugnissen ausgestattet wurden. Mit Erlass der Capitulatio de partibus Saxoniae, einem wohl 782 von Karl dem Großen erlassenen Gesetzestext, erfolgte erstmals die Einsetzung sächsischer Grafen. Ihre Befugnisse waren im Vergleich zu fränkischen Grafen jedoch begrenzt. Unmittelbar dem Kaiser unterstellt, übten sie für diesen ein Amt aus, konnten abgesetzt werden und waren Weisungen unterworfen. Einige wenige dieser sächsischen Grafen sind bekannt, so etwa die zum Jahr 798 erwähnten Brüder Richart und Richolf. Ihr Ansehen unter den Sachsen war gering. Die Zugehörigkeit zum Christentum machte sie zum Ziel von Vertreibung und Mord.
Eine flächendeckende Einrichtung von Grafschaften im besiegten Sachsen hat es nach heutigem Kenntnisstand nicht gegeben. Ältere Auffassungen, die sogar von einer „Grafschaftsverfassung“, also von einer administrativen Durchdringung des Sachsenlandes durch fränkische oder sogar ausschließlich sächsische Grafen ausgingen, gelten heute als widerlegt. Stattdessen erfolgte eine erste Eingliederung der unterworfenen sächsischen Gebiete in das Frankenreich ab dem Jahr 777 durch die Einrichtung von Bistümern, denen überwiegend fränkische Bischöfe vorstanden.
Im Rahmen der Auseinandersetzungen mit den Dänen war 809 einem Grafen Ekbert vom Kaiser das Kommando über die sächsischen Grafen für einen Vorstoß über die Elbe nach Nordalbingien gegeben worden, der die fränkische Burg Esesfeld (Itzehoe) errichten ließ. 811 war ein Graf Ekbert einer der Grafen, die mit Graf Wala für die fränkische Seite Frieden schworen. Es wird angenommen, dass es sich hierbei um den Grafen Ekbert handelt, welcher nach der Überlieferung aus Sachsen stammte, die spätere heilige Ida von Herzfeld heiratete und angeblich noch von Karl dem Großen zum Herzog der Sachsen zwischen Rhein und Weser ernannt wurde. Ob Dux Ekbert Sachse oder doch Franke war, ist umstritten. Die Politik Karls des Großen spricht mehr für die Überlieferung seiner sächsischen Herkunft. Da seine Nachkommen sich karolingischer Herkunft rühmten, wird seine Frau Ida mit Karl dem Großen verwandt gewesen sein. In einer Überlieferung aus 860/877 wird Ekbert als Graf und Herzog bezeichnet. Es ist anzunehmen, dass Graf Ekbert erst nach dem Tode Karls des Großen eine herzogähnliche Stellung zwischen Rhein und Weser dadurch erlangte, als Graf Wala zusammen mit seinen Brüdern 814 durch Kaiser Ludwig den Frommen gezwungen wurde, Mönch zu werden.
Graf Ekberts Sohn Cobbo I. wird in einer westfränkischen Quelle zweimal als Herzog tituliert, während in sächsischen Quellen nur seine herausragende Stellung als Graf betont wird. 845 führte er im Auftrag von Ludwig dem Frommen das sächsische Aufgebot gegen die Normannen, die zuvor die Hammaburg erobert hatten. 838 wird in Le Mans ein Graf Banzleib als sächsischer Markgraf und Parteigänger Ludwigs des Frommen bezeichnet, der sein Amt im Stellinga-Aufstand und mit Ludwigs Tod wieder verloren zu haben scheint.

## Jüngeres Stammesherzogtum

### Liudolfinger (Ottonen)
Nach Widukund von Corvey bestand Sachsen schon vor der fränkischen Eroberung aus den Teilen Engern, Westfalen, und Ostfalen. Es ist unklar, ob Nordalbingien ursprünglich zu Engern gehörte oder einen selbständigen Teil bildete. Zumindest die Dreiteilung wird dadurch bestätigt, dass während der Sachsenkriege sich jeweils Anführer der Teilstämme ergaben. Auch in karolingischer Zeit ist unklar, inwieweit die Befugnisse des jeweiligen dux gingen.
852 gründete Liudolf, Stammvater der Ottonen, das Kloster Gandersheim. Es wird angenommen, dass er ein Sohn oder Enkel des Ekbert war, der nach der Überlieferung das Dukat zwischen Rhein und Weser innehatte. Gesichert ist das aber nicht. Liudolf wird zeitgenössisch nur als Graf bezeichnet. Erst als seine Nachkommen die Königswürde erlangt haben, wird er als Herzog des östlichen Sachsens, also von Ostfalen, vereinzelt aber auch ohne diese Einschränkung tituliert. Er war mit der Tochter eines fränkischen Fürsten Billing verheiratet, was zu dem Muster der karolingischen Amtsträger in Sachsen passt. 866 starb er.
Die Stellung der Liudolfinger in Sachsen verstärkte sich, als Liudolfs Tochter Liutgard vermutlich 869 den Karolinger Ludwig den Jüngeren, einen Sohn des ostfränkischen Königs Ludwig des Deutschen, heiratete. Als Ludwig der Deutsche 876 starb, wurde die Sächsin Liutgard neue Königin des Ostfränkischen Reichs. Vermutlich verdankte Brun, der älteste Sohn Liudolfs, es seiner königlichen Schwester, dass er als dux das sächsische Aufgebot gegen die Wikinger führte, was ihn jedoch 880 das Leben kostete. Herzog Brun gilt nach der Überlieferung als Stammvater der Brunonen. Ob er nur über die Ostfalen gebot oder seine Befugnisse weiter gingen, ist unbekannt.
Die Aufgabe, an der Herzog Brun gescheitert war, übernahm zunächst weder ein Nachkomme noch sein Bruder Otto. König Ludwig der Jüngere hatte bereits als Thronfolger 866 den Babenberger Grafen Heinrich als seinen princeps militae eingesetzt. Er scheint ähnlich wie Graf Cobbo I. in Westfalen und auch in Engern eine herzogsähnliche Stellung bekleidet zu haben. Als Ludwig der Jüngere 882 erbenlos starb, übernahm sein Bruder Kaiser Karl der Dicke auch das ostfränkische Reich. Karl der Dicke stützte sich auf den bewährten Feldherrn seines Bruders und ernannte ihn zum Herzog des Ostreichs (Austrien). 884 führte er die Sachsen gegen die Normannen, 885 befreite er Friesland vom dänischen Einfluss. 886 fiel jedoch Herzog Heinrich gegen die Normannen vor Paris, als sein Pferd in eine Fallgrube stürzte. Mit dem Verlust seines fähigsten Vasallen war auch das Schicksal des Kaisers besiegelt. 887 wurde er wegen Unfähigkeit zur Abdankung gezwungen.
Nun wurde Bruns jüngerer Bruder Otto der Erlauchte neuer Herzog. Er war höchstwahrscheinlich der Schwiegersohn von Herzog Heinrich, dessen Tochter Hathui (Hedwig) er geheiratet hatte. Da er vermutlich die Stellung seines eigenen Vaters Liudolf in Ostfalen und die seines Schwiegervaters in den anderen Teilbereichen Sachsens vereinigte, bildete sich unter Herzog Otto das jüngere Stammesherzogtum des sächsischen Stammes heraus. In der Babenberger Fehde unterlagen die Brüder der sächsischen Herzogin 906 gegen die Konradiner im Kampf um die Vorherrschaft in Franken. Vermutlich flüchteten die verbliebenen Babenberger in den Schutz Ottos des Erlauchten und seiner Frau. 911 wurde der fränkische Herzog Konrad der Jüngere zum ostfränkischen König (Konrad I.) gewählt. Die Krone soll zunächst Otto dem Erlauchten angetragen worden sein, der darauf verzichtete. 912 starb Herzog Otto.
Da die beiden älteren Söhne Herzogs Otto vorverstorben waren, folgte ihm als Herzog von Sachsen sein Sohn Heinrich, höchstwahrscheinlich benannt nach dem Großvater mütterlicherseits Herzog Heinrich († 886). Als der Konradiner Konrad I. 919 starb, wurde der Sachsenherzog Heinrich als Heinrich I. auf dem Reichstag von Fritzlar zum König des ostfränkischen Reiches gewählt.
Nach späterer Auffassung hätte Heinrich I. als König das Herzogtum Sachsen, welches nach dem Sachsenspiegel zu den sächsischen Fahnlehen gehörte, nicht behalten dürfen. Seine Machtbasis war aber vermutlich zu schmal, um es aus der Hand zu geben. Er beauftragte daher enge Vertraute und Verwandte, als Legaten Aufgaben innerhalb Sachsens zu erfüllen. Wichtigster Legat war dabei Graf Siegfried von Merseburg, der als zweiter nach dem König galt und dem in der Abwesenheit des Königs Sachsen anvertraut wurde. Graf Siegfried war der Cousin von Heinrichs erster Frau und vielleicht zusätzlich dessen Schwager.
Heinrich I. hatte sich wegen angeblicher Ehehindernisse von seiner ersten Frau scheiden lassen und um 910 – noch als Graf – seine zweite Frau Mathilde aus der Nachkommenschaft des westfälischen dux Widukind geheiratet. Aus dieser Ehe wurde 912 als ältester Sohn Otto geboren. 929 wurde dieser von seinem Vater unter Verdrängung seines älteren Halbbruders Thankmar zum Thronfolger bestimmt und vereinzelt schon als König bezeichnet. Otto I. wurde 936 kurz nach dem Tod des Vaters zum römisch-deutschen König gewählt und in Aachen gesalbt.

### Billunger

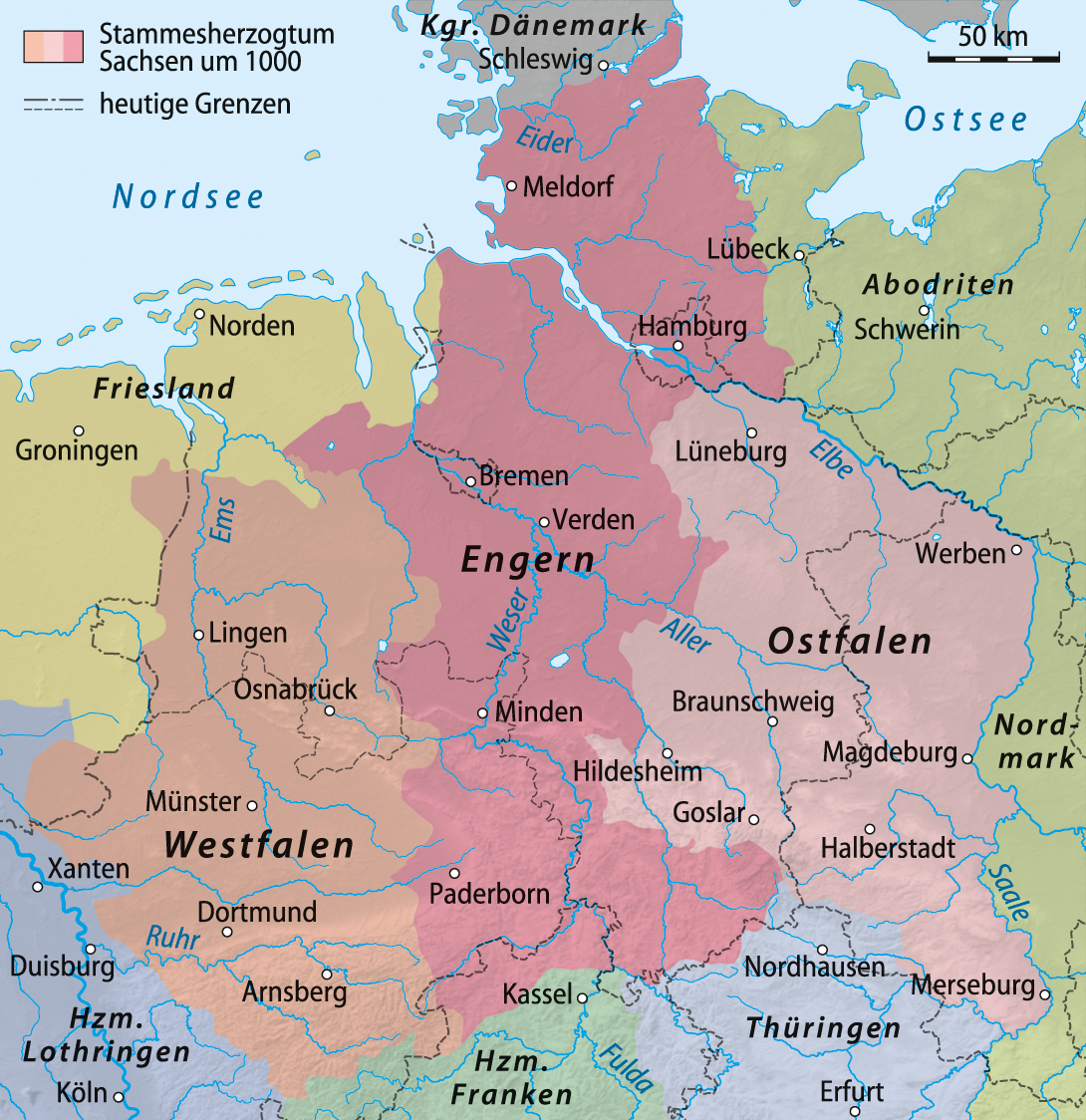
Sachsen um 1000

Otto I. folgte für Sachsen der Politik seines Vaters und belehnte keinen eigenen Herzog damit. 938 ernannte er unter Zurücksetzung von dessen älterem Bruder Wichmann I. und anderer Hermann Billung zum princeps militiae gegen die Redarier, deren früherer Legat Graf Bernhard († 935) höchstwahrscheinlich ein Vorfahr der Billunger gewesen war. Später wurde Hermann Billung als Markgraf der Billunger-Mark tituliert. Nach den Quellen wurde er 953, 961 und 966 mit der Vertretung des Königs in Sachsen beauftragt, wobei unklar bleibt, ob sich seine Befugnisse auf ganz Sachsen erstreckten. Die Hofkanzlei vermied für Hermann Billung die Bezeichnung dux, er wird nur vereinzelt in zeitgenössischen Quellen so genannt. Neben Hermann Billung setzte Otto I. Legaten ein. Einer davon war Graf Heinrich von Stade, genannt der Kahle; nach dem Zeugnis seines Enkels Thietmar von Merseburg ein enger Verwandter des Königs und höchstwahrscheinlich ein Verwandter – vermutlich Bruder – von Hermann Billungs Frau Oda. Graf Heinrich I. wurde zunächst beauftragt, für die minderjährigen Söhne des 944 gestorbenen Wichmann I. dessen Grafschaft beidseits der Niederelbe zu verwalten. Graf Heinrich der Kahle unterstützte seinen mutmaßlichen Schwager Hermann Billung in den Auseinandersetzungen mit den Grafen Wichmann II. und Ekbert der Einäugige. Sie waren die Söhne von Wichmann I. und väterlicherseits Neffen Hermann Billungs sowie mütterlicherseits Königsverwandte. Als Hermann Billung jedoch 971, während Otto I. in Rom weilte, als dessen Stellvertreter königsgleiche Privilegien für sich beanspruchte, floh Graf Heinrich der Kahle zu seinem Verwandten nach Italien, um von dort mit Vollmachten für eine Maßregelung Hermann Billungs und seiner Verbündeten zurückzukehren.
Als Otto I. 961 zum zweiten Male Hermann Billung mit seiner Stellvertretung beauftragt hatte, bereitete er sich auf die Heerfahrt gegen Oberitalien und Rom vor. Vorsorglich hatte er auch seinen siebenjährigen Sohn Otto II. zum Mitkönig gekrönt. Siegreich in Rom angekommen, wurde Otto I. zum Kaiser gesalbt. Während der dritten Stellvertretung durch Hermann Billung ließ Otto der Große 967 seinen Sohn Otto II. zum Mitkaiser erheben. Otto II. heiratete 972 in Rom die byzantinische Prinzessin Theophanu. Im nächsten Jahr starben zunächst im März 973 Hermann Billung in Quedlinburg und im Mai 973 Otto der Große in seiner Pfalz Memleben, wodurch Otto II. formal zum Alleinherrscher wurde.
Trotz der frühen Bemühungen Ottos des Großen, seinem Sohn Otto II. die Herrschaft zu sichern, war dessen Stellung nicht unangefochten. Oft in Italien weilend und mit einer Ausländerin verheiratet, hatte Otto II. nördlich der Alpen nicht den Rückhalt wie sein Vater. Er konnte Bernhard I., dem ältesten Sohn Hermann Billungs, die Stellung als Herzog der Sachsen nicht verweigern oder beschneiden.
Ob Herzog Bernhard I., der wie sein gleichnamiger Sohn auch Benno genannt wurde, noch durch Otto den Großen belehnt wurde oder dies erst durch Otto II. geschah, ist unbekannt. Durch die rasche Todesfolge der Ottonen wurde die Stellung des Sachsenherzogs weiter gestärkt. Otto II. starb 983 in Rom. Sein Sohn Otto III. folgte schon 1002 seinem Vater in den Tod. Heinrich II. musste den Sachsen zu Händen ihres Herzogs erst ihre alten Rechte zusichern, bevor sie ihn zum König wählten. 1011 starb Herzog Bernhard I. in demselben Jahr wie sein Bruder Graf Liudger.
Bernhard II. wurde als ältester Sohn Bernhards I. Herzog von Sachsen und blieb dies bis zu seinem Tod im Jahr 1059.
Ihm folgte 1059 sein Sohn Ordulf, auch Otto genannt, der seit 1042 in erster Ehe mit Wulfhild, der Halbschwester des dänisch-norwegischen Königs Magnus, verheiratet war. Nach ihm nannte Ordulf seinen ältesten Sohn Magnus. In den Quellen wird der Tod von Herzog Ordulf unterschiedlich mit 1071, 1072 oder 1073 angegeben. Nach derzeitigem Forschungsstand dürfte 1072 richtig sein.
Als Ordulf starb, befand sich sein Nachfolger Magnus in der Haft Heinrichs IV. auf der Harzburg, welcher von ihm vergeblich den Verzicht auf das Herzogtum Sachsen abzupressen versuchte. Erst 1073 gelang seine Befreiung. 1075/76 geriet er erneut in Gefangenschaft. Den sächsischen Aufstand führte zu dieser Zeit der ehemalige bayrische Herzog Otto von Northeim, dessen Frau Richenza vermutlich ebenfalls eine Billungerin der Wichmann-Linie war. Herzog Magnus galt schon bei seinen Zeitgenossen als der erfolgloseste Vertreter seines Geschlechts. 1106 starb er ohne männlichen Erben, womit die Billunger-Dynastie endete.

### Cognaten der Billunger

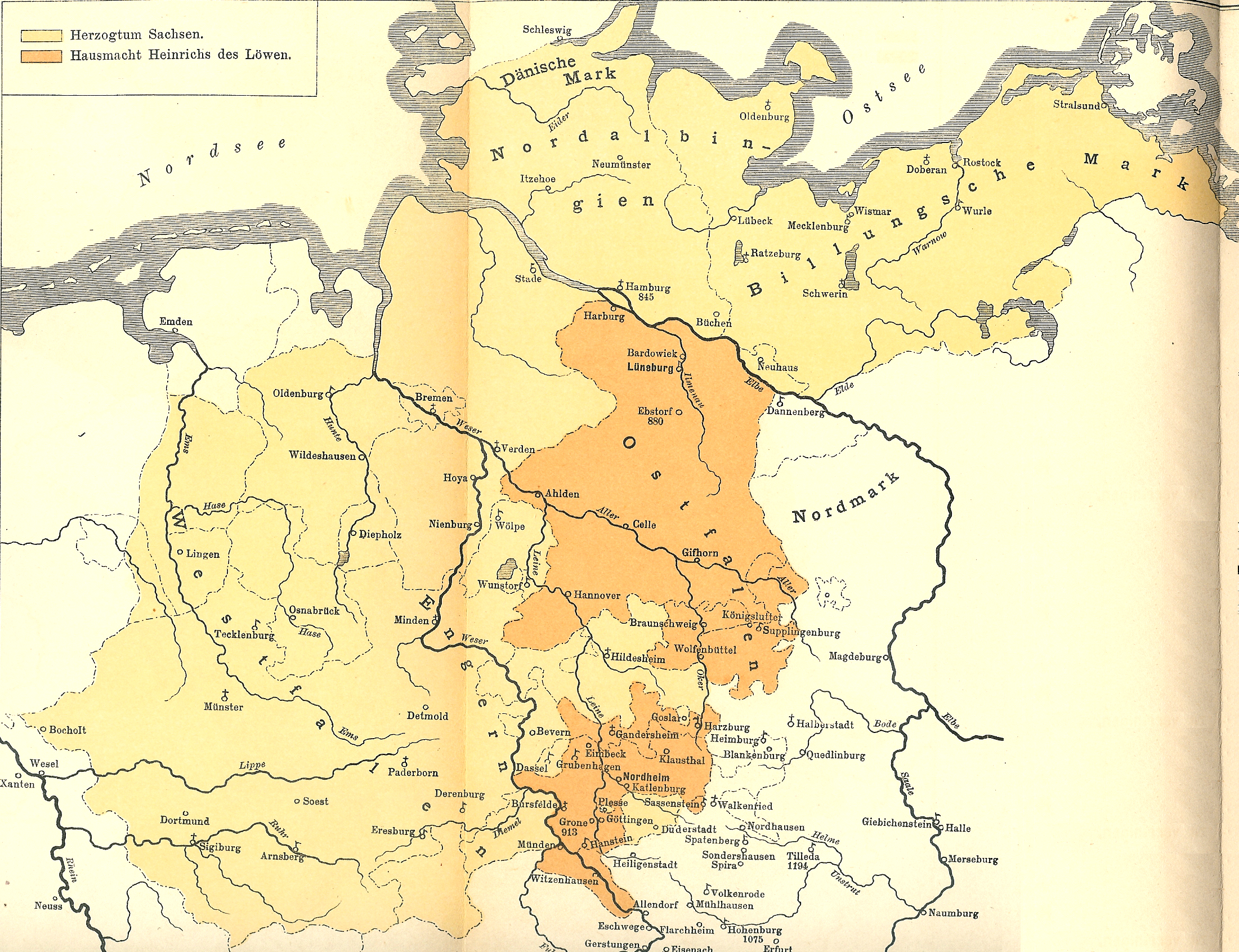
Karte des Stammesherzogtums Sachsen und des Besitzes (Hausmacht) Heinrichs des Löwen kurz vor der Zerschlagung um 1180

Zum Vergleich die übriggebliebenen Gebiete der neuen sächsischen Herzogtümer um 1235: Das Herzogtum Braunschweig-Lüneburg, das Herzogtum Westfalen, welches an die Kölner Erzbischöfe geht, und das askanische Sachsen-Lauenburg mit Hadeln, vermehrt um das askanische Gebiet um Sachsen-Wittenberg (auch Herzogtum Sachsen genannt)

Mit dem Tode von Herzog Magnus teilten sich seine Allode seine beiden Töchter Wulfhild und Eilika. Wulfhild war mit dem Welfen Herzog Heinrich IX. von Bayern und Eilika mit dem Askanier Otto von Ballenstedt verheiratet. Keiner von Herzog Magnus’ Schwiegersöhnen erhielt jedoch das Herzogtum Sachsen. Hiermit wurde Lothar von Süpplingenburg belehnt. In der älteren Forschung wurde angenommen, dass bewusst ein kleiner Graf zum Herzog ernannt wurde, um weder die Welfen noch die Askanier zu stärken. Lothars Frau Richenza von Northeim brachte aber vermutlich über ihre gleichnamige Großmutter Richenza umfangreiches Erbgut der billungischen Wichmann-Linie mit in die Ehe. Hinzu kamen ihr Erbe der Northeimer und der Brunonen. Lothars eigene Familie ist schwerer greifbar, stellte aber den Bischof Ricbert von Verden (1060–1084).
1112 unterstützte Herzog Lothar die Udonen gegen die Bestrebungen ihres Ministerialen Friedrich von Stade, seine freie Herkunft vor dem Königsgericht zu beweisen. Sie verhinderten das Verfahren durch Friedrichs Festsetzung. Heinrich V. ließ Lothar durch Fürstenspruch das Herzogtum Sachsen entziehen und belehnte damit Graf Otto von Ballenstedt, einen der beiden Schwiegersöhne des früheren Herzogs Magnus. Nach wenigen Monaten verlor der Askanier wieder diese Würde, weil Heinrich V. sich vorübergehend mit Lothar von Süpplingenburg aussöhnte. 1115 besiegte Herzog Lothar den Kaiser in der Schlacht am Welfesholz, so dass seine Stellung in Sachsen unanfechtbar wurde.
1125 wurde der Sachsenherzog in Mainz zum König (Lothar III.) gewählt. Es ist umstritten, ob der neue König seinen Schwiegersohn Heinrich X. den Stolzen, Ehemann seiner Erbtochter Gertrud, 1126 neben Bayern auch mit Sachsen belehnte, da es keine Königsurkunden Lothars III. gibt, in denen Heinrich der Stolze auch als sächsischer Herzog tituliert wird.
Lothar III. hatte sich in Ermangelung eines Sohnes seinen Schwiegersohn Heinrich den Stolzen als Nachfolger gewünscht. Als Lothar III. 1137 starb, setzte sich jedoch der Staufer Konrad III. als neuer König durch, der den Askanier Albrecht den Bären, über seine Mutter Eilika ein anderer Enkel des Herzogs Magnus, mit Sachsen belehnte. Es gelang ihm aber nicht, sich gegen seinen Vetter Heinrich den Stolzen und die Kaiserwitwe Richenza durchzusetzen, selbst nachdem Heinrich X. der Stolze 1139 verstorben war. 1141 verzichtete Albrecht der Bär auf das Herzogtum Sachsen. Seine Nachkommen führten jedoch später zu den askanischen Linien der Herzogtümer Sachsen-Lauenburg und Sachsen-Wittenberg sowie zu den Grafen von Weimar-Orlamünde, den Fürsten von Anhalt sowie den Markgrafen von Brandenburg.
Richenza und ihre Tochter Gertrud sicherten die Herzogtümer Bayern und Sachsen für ihren Enkel bzw. Sohn Heinrich den Löwen, welcher 1142 durch Konrad III. mit Sachsen belehnt wurde. Heinrich der Löwe betrieb eine besonders intensive Expansionspolitik und gab dem Herzogtum Sachsen seine größte Ausdehnung. Er nahm für sich auch das Recht in Anspruch, die sächsischen Bischöfe einzusetzen sowie neue Grafschaften einzurichten, die er mit seinen treusten Vasallen besetzte.
1180 entzog Kaiser Friedrich Barbarossa aufgrund des Spruchs sächsischer Fürsten mit der Gelnhäuser Urkunde seinem Vetter Heinrich dem Löwen, dem damals mächtigsten Reichsfürsten, das Herzogtum Sachsen.
Während der Herzogstitel jetzt endgültig an die Askanier mit Bernhard I. fiel (s. Sachsen-Wittenberg und Sachsen-Lauenburg), entstanden auf dem Territorium des ehemaligen Herzogtums mehrere selbständige Territorien, d. h. Grafschaften und Bistümer. Das Herzogtum selbst wurde um das Herzogtum Westfalen geschmälert, welches dem Dukat der Erzbischöfe von Köln unterstellt wurde.

## Herzogtum Braunschweig-Lüneburg
1235 erhob Friedrich II. Heinrichs Enkel Otto das Kind zum ersten Herzog im neu geschaffenen Herzogtum Braunschweig-Lüneburg, das nur einen Bruchteil des alten Stammesherzogtums umfasste, in den folgenden Jahrhunderten aber viele sächsische Gebiete zwischen Elbe und Weser zurückgewinnen konnte.